# Echte Tulpenschnecke

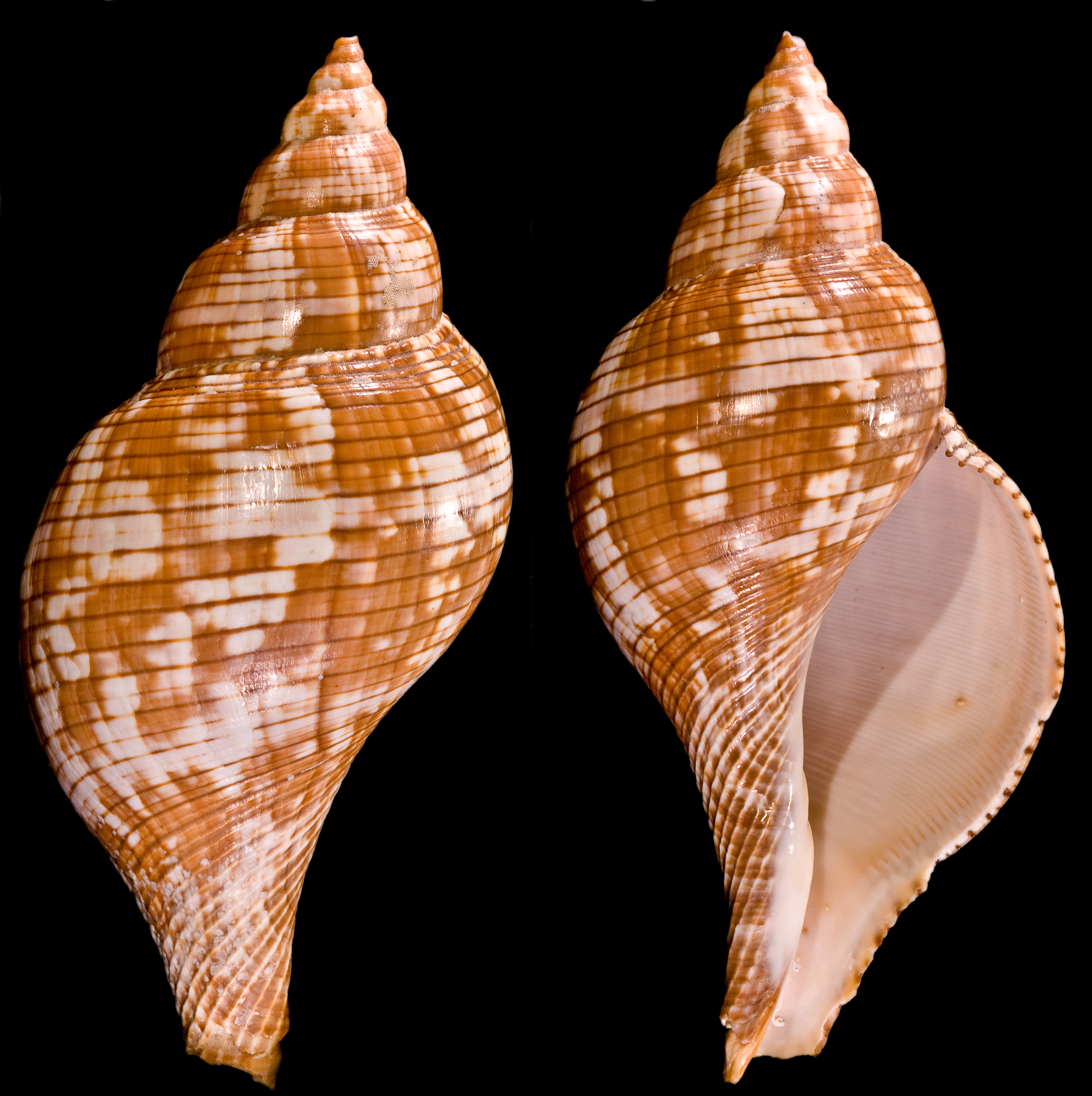
Gehäuse von Fasciolaria tulipa

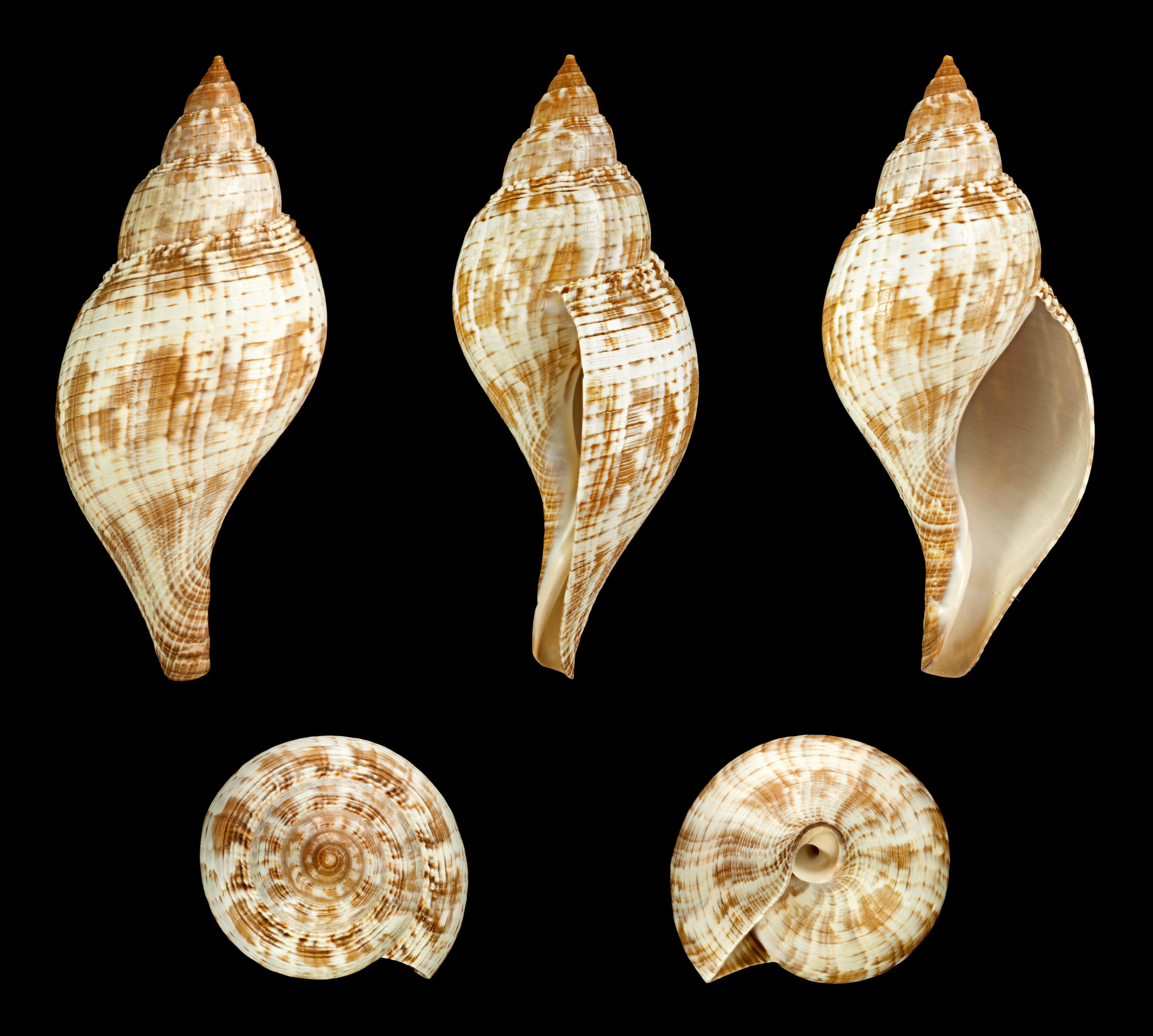
Gehäuse von Fasciolaria tulipa

Die Echte Tulpenschnecke (Fasciolaria tulipa) ist eine Schneckenart aus der Familie Fasciolariidae (Gattung Fasciolaria), die im westlichen Atlantik verbreitet ist. Sie ernährt sich vor allem von Mollusken.

## Merkmale
Das rechtsgewundene, spindelförmige Schneckenhaus von Fasciolaria tulipa, das bei ausgewachsenen Schnecken eine Länge von 6 bis 24 cm erreicht, hat etwa 9 konvexe Umgänge. Die Außenlippe ist dünn und hat fünf Zähnchen an der Innenkante. Die Oberfläche der Schale ist glatt und mit sehr feinen Wachstumsstreifen gezeichnet. Die Farbe kann sehr variieren. Das Haus ist kremweiß, hellbraun oder rötlich orange mit unregelmäßigen dunkelbraunen, weißen oder kremfarbenen Flecken. Auf den Windungen verlaufen braune spiralige Linien. Das ovale Operculum ist dick, schwer und hat einen endständigen Kern.
Die Schnecke ist hell orange bis lebhaft rot gefärbt. Oft ist die Färbung auch dunkel rotbraun bis graubraun mit weißen Flecken.

## Vorkommen
Die Echte Tulpenschnecke ist im westlichen Atlantik und im Golf von Mexiko an der Küste Amerikas und im Karibischen Meer von North Carolina (USA) bis nach Brasilien zu finden.
Sie lebt in der Gezeitenzone und etwas unterhalb auf Sand und in Seegraswiesen, wo sie sich bei Niedrigwasser im Sediment vergräbt.

## Lebenszyklus
Wie andere Neuschnecken ist Fasciolaria tulipa getrenntgeschlechtlich, wobei die Weibchen etwas größer sind. Bei der Begattung bleibt das Weibchen aufrecht auf dem Sand, während das Männchen sich umdreht und seine Gehäusemündung an diejenige des Weibchens wendet und dann das Weibchen mit seinem Penis begattet. Die Vereinigung dauert bis zu zwei Stunden, wobei sich die Schnecken nicht von der Ebbe stören lassen. Einzelne Exemplare kopulieren in einer Woche bis zu dreimal. Im warmen Wasser gibt es keine feste Paarungszeit. Die Weibchen befestigen ihre Gelege an einem festen Substrat, was ein Stein, eine Molluskenschale oder Seegras sein kann. Nach Messungen in Florida umfasst ein Gelege 20 bis 115 (im Durchschnitt 71) Eikapseln, die an kleinen Stielchen auf einem langen Band sitzen. Die Kapseln sind durchschnittlich etwa 18 mm hoch, 13,5 mm breit und 6,2 mm dick. Eine Eikapsel enthält etwa 600 bis 800 Eier, von denen sich etwa 14 zu Schnecken entwickeln, während die anderen als Nähreier dienen. Die Entwicklung des Veliger-Stadiums findet in der Eikapsel statt, so dass fertige Schnecken schlüpfen.

## Ernährung
Die Echte Tulpenschnecke ist ein Fleischfresser, der sich von Schnecken und Muscheln ernährt. Die Schale der Beute wird mit dem Mündungsrand des Räubers aufgebrochen. Sie ist ein wichtiger Fressfeind der Großen Fechterschnecke (Lobatus gigas). Es kommt auch Kannibalismus vor. Besonders Jungtiere fressen auch Aas, so etwa Fleischreste von Muscheln, die von Räubern übrig gelassen worden sind.

## Feinde
Ein wichtiger Feind der Echten Tulpenschnecke ist die verwandte, sehr große Schneckenart Triplofusus giganteus. Weitere Feinde sind Stachelrochen und Schamkrabben (Gattung Calappa). Die Schnecke flieht vor Feinden – ähnlich wie z. B. die Wellhornschnecke – durch Überschlagen. Ein großer Triplofusus giganteus, der recht schnell auf seinem Fuß gleiten kann, holt jedoch eine kleine Tulpenschnecke ein. Leergefressene Gehäuse der Tulpenschnecke werden meist sehr schnell von Einsiedlerkrebsen bezogen.

## Bedeutung für den Menschen
Die Echte Tulpenschnecke wird wegen ihres Gehäuses gesammelt, das als Schmuck verkauft wird. Das Fleisch wird roh oder gekocht gegessen.